# ساحة بوترا
ساحة بوترا هي ساحة مدينة في بريسينت، بوتراجاي في ماليزيا. استخدمت الساحة لإقامة المهرجانات مثل احتفالات يوم الاستقلال الماليزي. ساحة بوترا الدائرية التي يبلغ طولها 300 متر يحدها جسر بوترا ومسجد بوترا وجسر بوترا ومركز بروميناد للتسوق. على عمود علم طويل في الساحة يوجد العلم الوطني لماليزيا محاطًا بأعلام كل ولاية من ولاياتها. من الساحة، يمكنك الاستمتاع بمناظر رائعة لـحديقة بيردانا بوترا، مبنى مكتب رئيس الوزراء إلى الشمال، ومسجد بوترا إلى الشرق.

## تصميمه
تم تصميم المنطقة الاحتفالية الدائرية على شكل ساحتين متحدة المركز محاطتين بحديقة بيردانا بوترا، وهي عبارة عن منظر طبيعي مفتوح محاط بشارباغ، والذي يعمل كمرحلة انتقالية بين المنتزهات والمنطقة الاحتفالية. داخل شارباغ يوجد تفاعل بين المسارات وقنوات المياه وأحواض الزهور والأشجار.
ينقسم المربع إلى 11 جزء، على شكل نجمة ذات 11 نقطة. النجمة الخارجية ذات الـ 11 نقطة تمثل الولايات الإحدى عشر في مالايا عندما حصلت البلاد على استقلالها في أغسطس 1957، والنجمة الداخلية ذات الـ 13 نقطة تمثل الولايات الـثلاثة عشر في ماليزيا، والنجمة ذات الـ 14 نقطة تتضمن الإضافة الجديدة للأراضي الفيدرالية. تنتهي الترتيبات التدريجية للنجوم المدببة المختلفة في النهاية بدائرة في وسط المربع. ترمز الدائرة إلى الهدف النهائي وهو الوحدة.